# Medio ambiente de la Región de Murcia
El Estatuto de Autonomía de la Región de Murcia señala con relación al medio ambiente que:

Artículo 11: En el marco de la legislación básica del Estado y, en su caso, en los términos que la misma establezca, corresponde a la Comunidad Autónoma el desarrollo legislativo y la ejecución en las siguientes materias:

3. Protección del medio ambiente. Normas adicionales de protección.

El medio ambiente de la Región de Murcia se encontrará regulado por la ley autonómica 4/2009, de 14 de mayo, de Protección Ambiental Integrada, hasta entonces se encuentran en vigor diferentes normas entre las que cabe destacar: la ley 4/1989 de Conservación de los espacios naturales y de la fauna y flora silvestre, la ley 4/1992 de ordenación y protección del territorio, y la ley 1/1995 de Protección del Medio Ambiente.

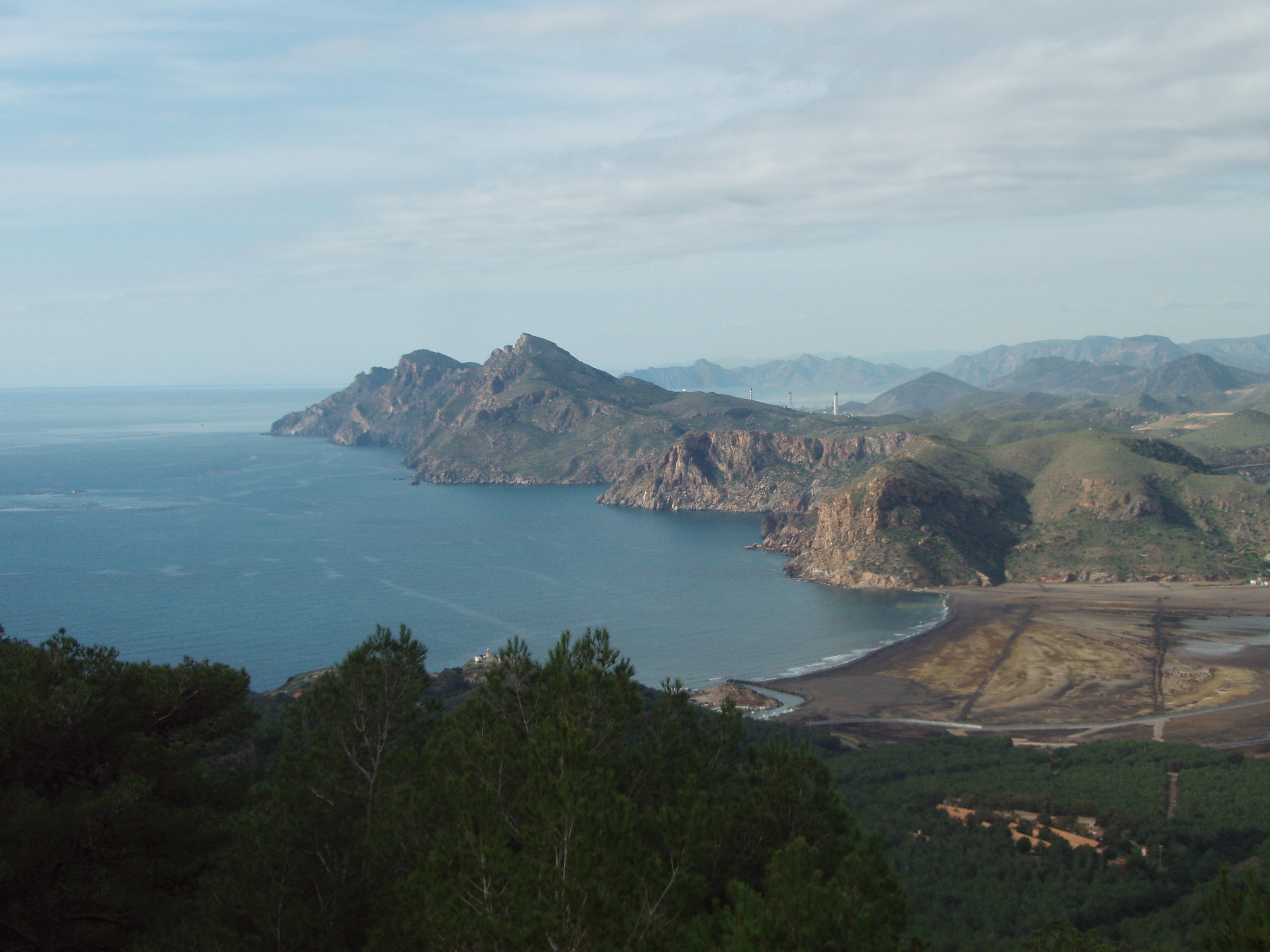
La bahía de Portmán es un ejemplo de catástrofe medioambiental. Se vertieron más de 60 millones de toneladas de estériles desde finales del hasta marzo de 1990. La bahía quedó anegada en más de 700 metros.

## Problemas ambientales
Uno de los mayores desastres ambientales que se han producido en España como consecuencia de la acción humana es el de la casi desaparición de la bahía de Portmán que es consecuencia de la explotación minera a cielo abierto y el vertido incontrolado de los residuos mineros al mar. También es uno de los primeros ejemplos de la lucha por los derechos ambientales. Los procesos que conducen a la desertización afectan a la totalidad del territorio, además el desarrollo urbanístico crece desmesuradamente en la costa y en algunas zonas de la región.

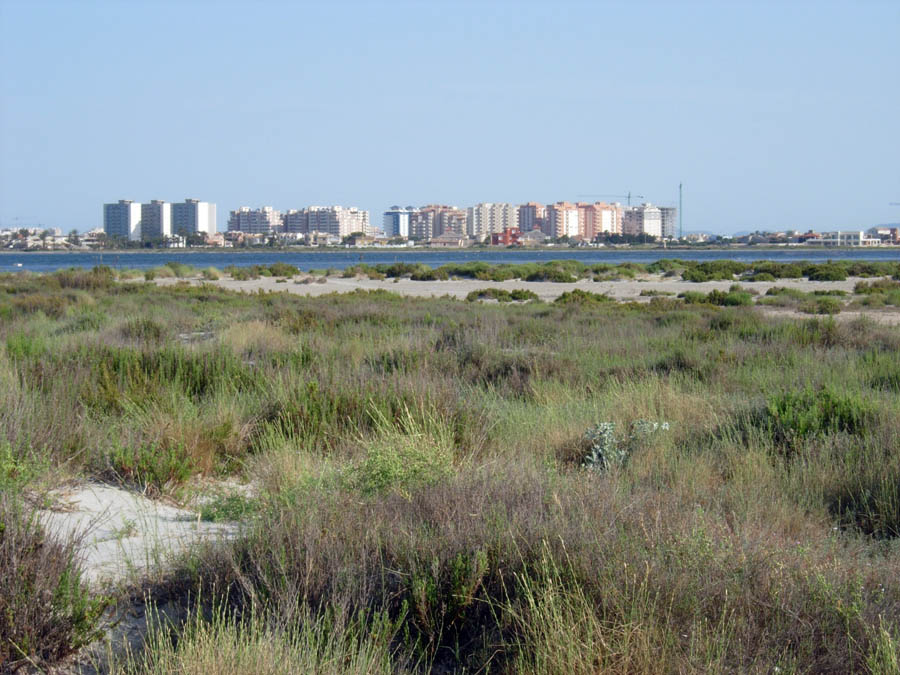
Vista de la Manga desde el parque regional de las Salinas y Arenales de San Pedro Pinatar.

### Cambio climático
El cambio climático en la Región de Murcia es un tema envuelto en la polémica como en cualquier otro lugar. Sin embargo, las previsiones asociadas al mismo la sitúan entre una de las zonas más afectadas, tanto por la subida del nivel de las aguas marinas como por los supuestos cambios de temperatura y régimen de lluvias.
La administración regional ha creado un Observatorio regional del cambio climático con el fin de mejorar la comunicación entre investigadores, instituciones y empresas en el desarrollo de proyectos. De ese modo se podrán estudiar los cambios en actividades productivas y servicios y proponer soluciones sostenibles.

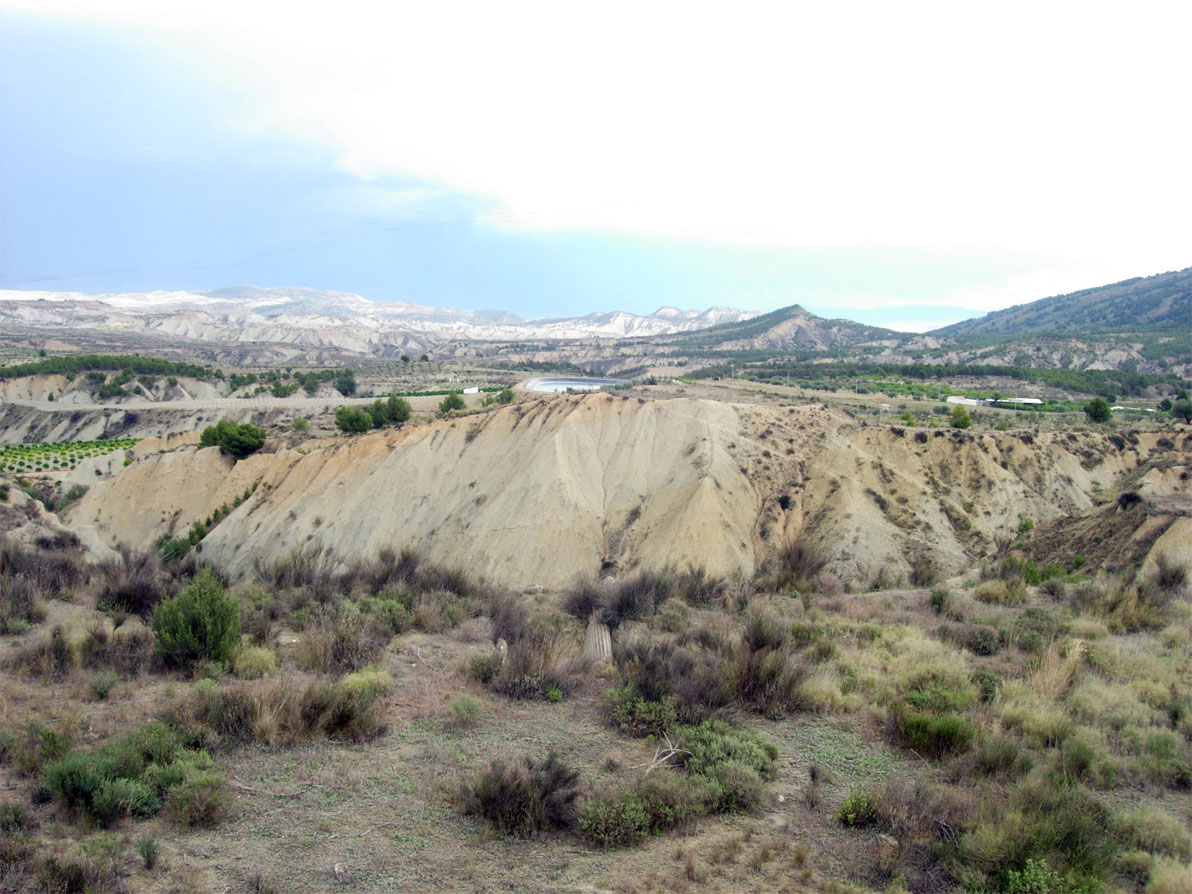
Al fondo los barrancos de Gebas.

### Escasez de agua y desertización
El problema de la desertización se encuentra unido a las condiciones climáticas de la región, pero también al desarrollo agrícola. Desde comienzos del siglo XX la demanda de agua ha aumentado mucho, el trasvase Tajo-Segura es la obra hidráulica más importante entre las realizadas con múltiples actuaciones a lo largo de la región; sin embargo, la demanda de agua supera en más del doble a los recursos renovables de la cuenca. Otro problema es la excesiva explotación de las aguas subterráneas que obliga a su captación a niveles cada vez más profundos y el agotamiento de los acuíferos. La gestión del agua, su consumo sostenible y el ahorro de recursos son de gran importancia para el futuro. Entre las actuaciones que se están desarrollando se encuentra la construcción de plantas desalinizadoras, aunque por motivos económicos se desarrollan en mayor medida para el consumo humano que con fines agrícolas.[cita requerida]
En la Región de Murcia el riesgo de desertización afecta al 99% del territorio, por lo que es muy urgente actuar para frenar el proceso.

### Presión urbanística

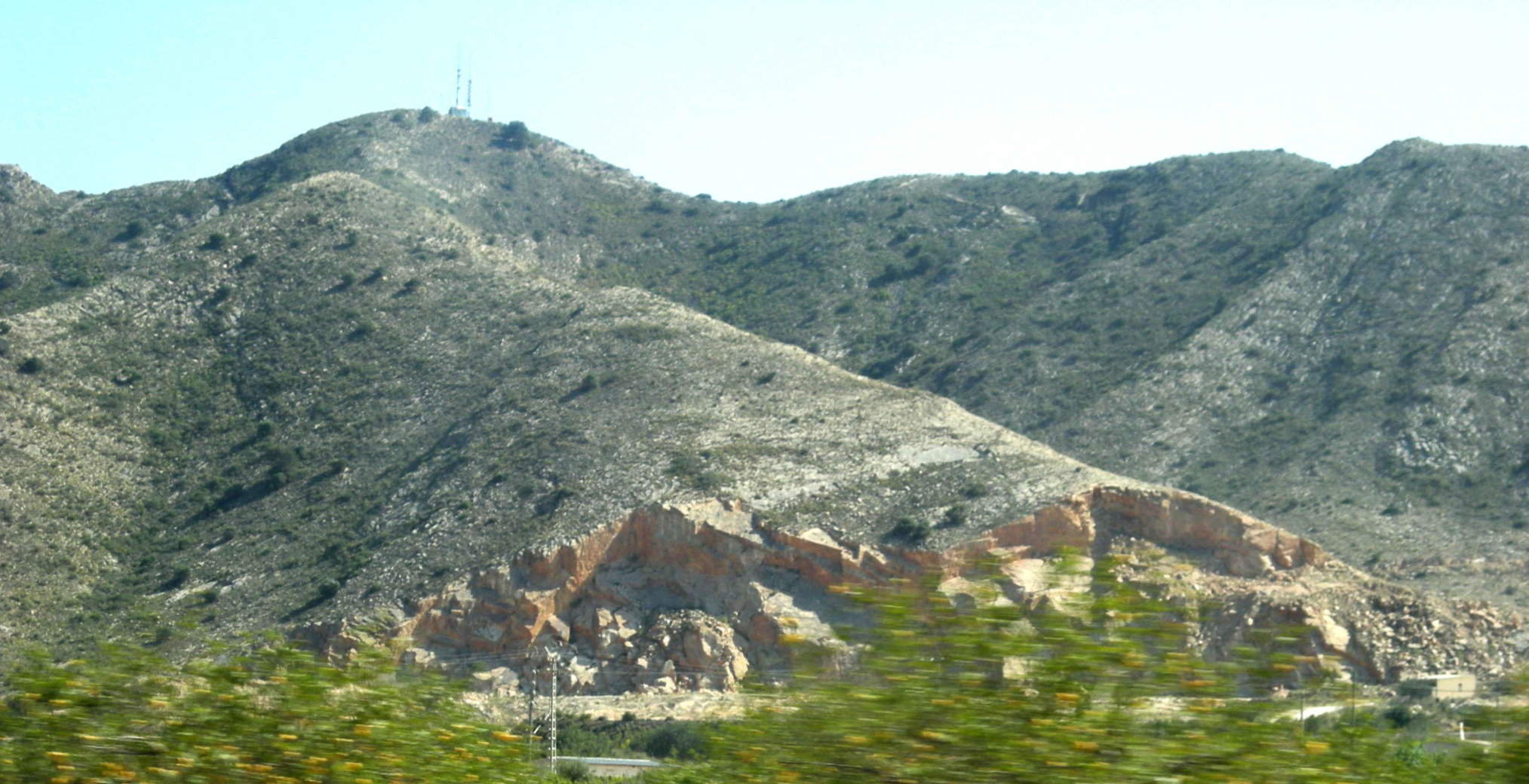
Vista del Cabezo Gordo en la que se observan los trabajos como cantera.

La presión urbanística desde mitad del siglo XX ha tenido una gran importancia como peligro para el mantenimiento del medio ambiente en la Región de Murcia. Esta presión se ha notado de un modo especial en la costa aunque también ha tenido su incidencia en el interior de la región. Asimismo ha tenido influencia sobre la contaminación del mar y los ríos.
Los principales aspectos a considerar son:
- Recalificaciones de terrenos para convertir el suelo rural en urbano: cambios en la orografía local, presión ambiental o desaparición de la flora y fauna local.[16][17]
- Recursos para el desarrollo de nuevas urbanizaciones: materiales de construcción, accesos, agua, etc.

En 2001, el Gobierno de Murcia (PP) aprobó por decreto una Ley Regional del Suelo que además de declarar urbanizable todo el suelo no protegido, descatalogó 15 000 hectáreas previamente protegidas en espacios naturales como el Parque regional de Cabo Cope y Puntas de Calnegre y el Parque Regional de El Valle Carrascoy. Esta ley fue denunciada ante el Tribunal Constitucional por el PSOE ese mismo año, ya que se añadió una enmienda de última hora sin informes técnicos: « los límites de los Espacios Naturales Protegidos incluidos en la disposición adicional tercera y anexo de la Ley 4/1992, de 30 de julio, de Ordenación y Protección del Territorio de la Región de Murcia, se entenderán ajustados a los límites de los Lugares de Importancia Comunitaria a que se refiere el Acuerdo del Consejo de Gobierno de 28 de julio de 2000». Lo que se traduce en la práctica en la posibilidad de desproteger aquellos terrenos que fuesen parque regional, pero no LIC. Sin embargo, el Tribunal aún no se ha pronunciado. Esta situación motivó una pregunta a la Comisión Europea por parte del eurodiputado español verde David Hammerstein en junio de 2007.
Así, en Cabo Cope, el Gobierno regional ha impulsado la recalificación de parte del espacio protegido para permitir la construcción de varias urbanizaciones, campos de golf y una marina interior artificial, con el apoyo de los ayuntamientos de Lorca y Águilas. Sin embargo, el proyecto ha sido contestado ampliamente por diversos sectores sociales debido al impacto sobre el actual parque regional.

### Cambios en la flora y la fauna
La aparición de especies no autóctonas en la región puede ser consecuencia del efecto de alguno de los fenómenos anteriores o de una acción conjunta de varios. Existen algunos casos particulares que conviene desatacar a nivel ejemplar:
- En el Mar Menor se ha producido una proliferación desmedida de medusas a causa de diversos factores como la subida de la temperatura del agua, la aportación de varios tipos de medusas a través de los canales que lo unen al Mediterráneo, al aumento de nutrientes producido por residuos agrícolas y urbanos, etc.[24] La degradación del Mar Menor está provocada, según la mayoría de los estudios científicos, y entre otros factores, por el cambio de un modelo de agricultura de secano a una agricultura de regadío que vierte nitratos y produce eutrofización al depositarse, junto a otros elementos sobrantes de la actividad humana y agrícola, diferentes elementos en el fondo marino, lo que da lugar, en determinados periodos y condiciones, a la anoxia o ausencia de oxígeno, lo que ocasiona episodios de muerte de peces de la laguna salada y se desarrolla la llamada "sopa verde". Esta situación junto a otras amenazas ha sido expresada por diversos colectivos que trabajan por la divulgación, estudio y conservación del medio ambiente.[25]

- En el río Segura la contaminación por residuos humanos e industriales ha colaborado en la invasión de especies no autóctonas.[26]
- En los espacios marinos del litoral la sobrepesca pone en peligro de extinción a especies como el atún.[27] Pero también existe peligro para las praderas de Posidonia oceanica, consideradas la comunidad clímax del mediterráneo. Estas praderas son muy importantes ya albergan una gran biodiversidad. Están protegidas por la Directiva Hábitat.

## Espacios naturales

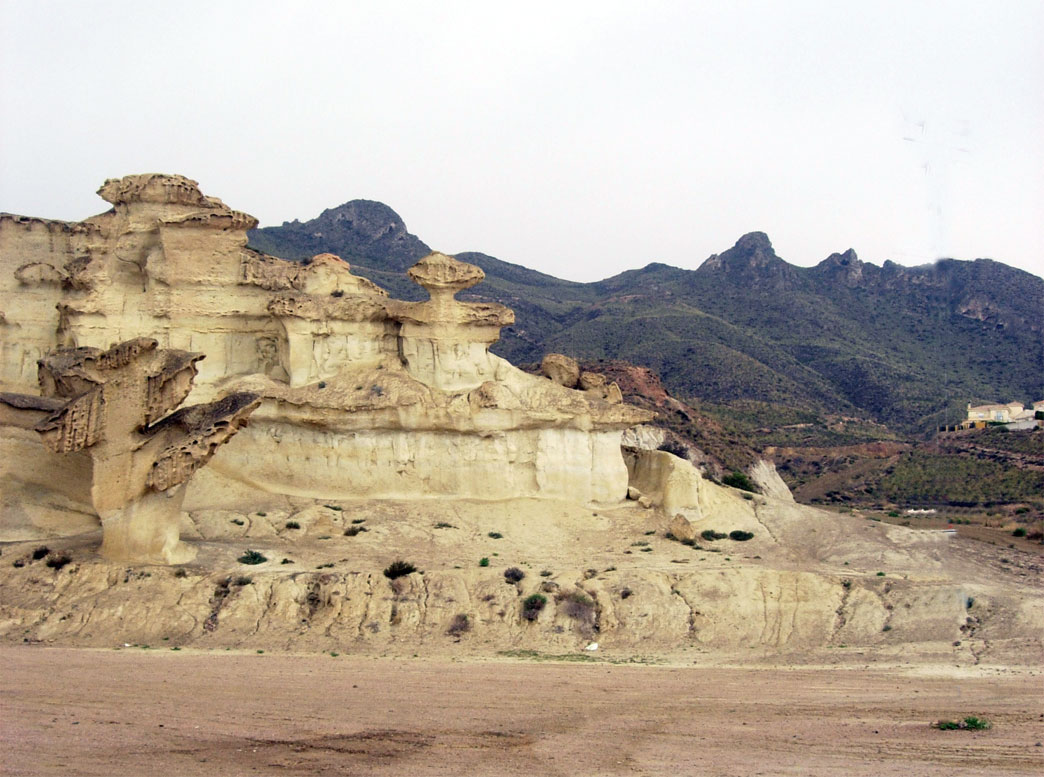
Vista de las erosiones en Bolnuevo y sierra de las Moreras.

En la región existen parques, reservas y paisajes protegidos. Tanto los parques como las reservas disponen necesariamente de una ley y un "plan de ordenación de los recursos de la zona", que regulan sus accesos y posibles actividades. A continuación se presentan algunas características de estos espacios atendiendo a su situación en el interior o en el litoral.

### Espacios naturales en la costa
La principal protección se dedica a las inmediaciones del Mar Menor y de hábitats en las zonas litorales de monte.

#### Mar Menor
El Mar Menor ha sido designado por Naciones Unidas como Zona Especialmente Protegida de Importancia para el Mediterráneo. Además se trata del Humedal RAMSAR número 706.

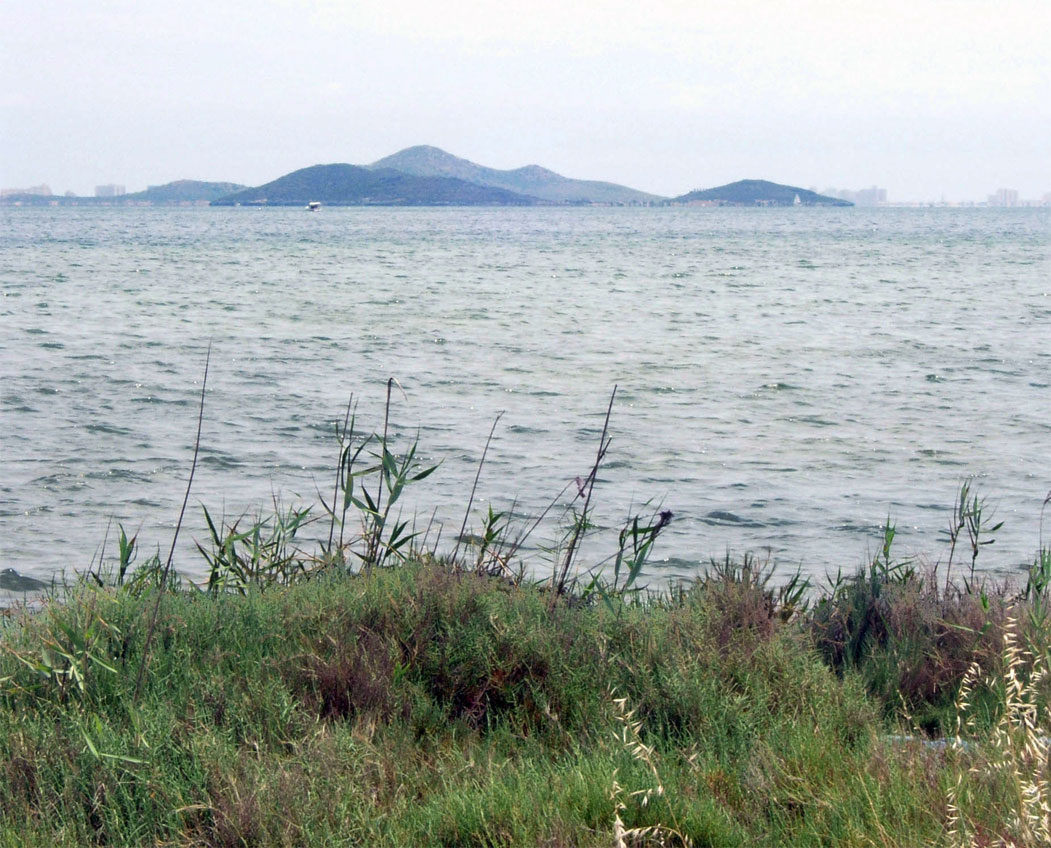
Vista de las islas Perdiguera y Mayor.

Un ejemplo de espacio natural desaparecido corresponde a la Manga, que era un arenal a mitad del siglo XX. Ante esta situación el primer parque protegido en la costa fue el de las Salinas y Arenales de San Pedro del Pinatar, que desde 1985 cuenta con protección. 
Espacios abiertos e islas del Mar Menor es un paisaje protegido que incluye sus cinco islas de origen volcánico: la Perdiguera, la Mayor o del Barón, la del Ciervo, la Redonda y la del Sujeto. 
El Cabezo Gordo se encuentra en la zona norte, a poca distancia de la costa y es un monte de 312 metros de altura aislado en la llanura, con varios hábitats a preservar. Al disponer de mármol se ha estado utilizando como cantera, con el correspondiente riesgo de desaparición.

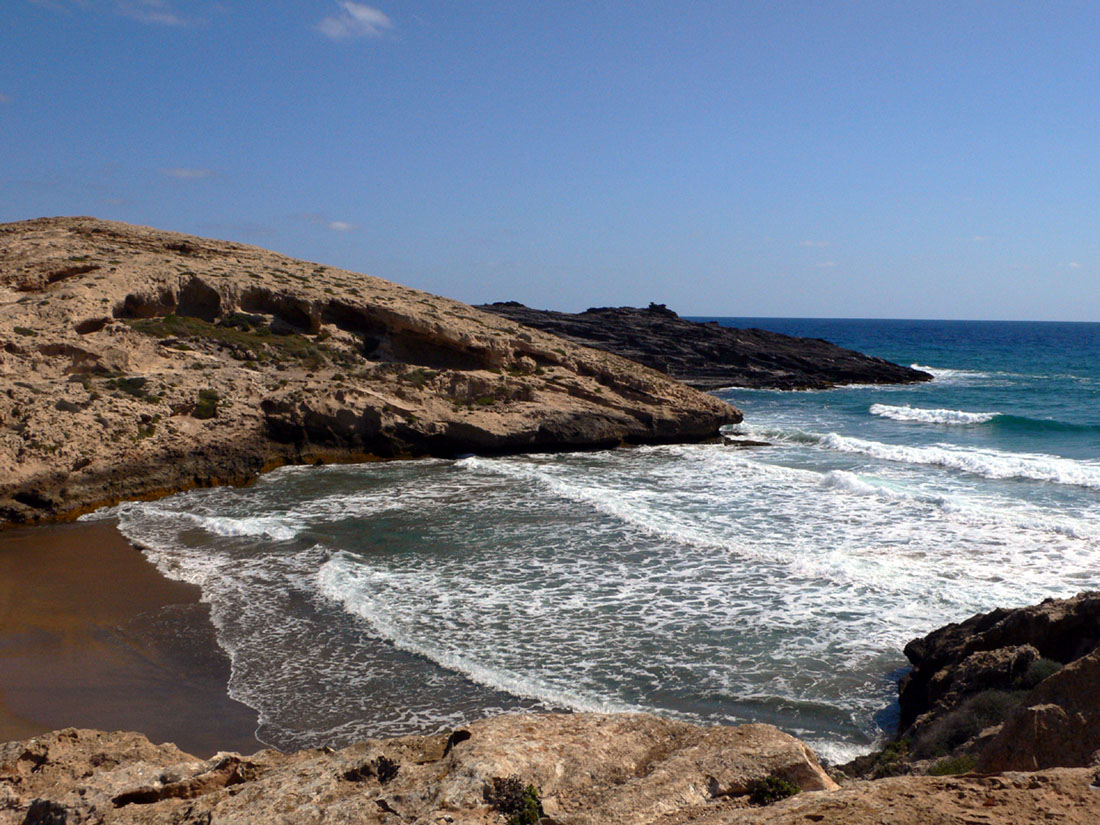
Las calas de Calblanque conservan el color de los minerales extraídos en la zona.

El Humedal de las Salinas de Rasall o Calblanque se sitúa en la parte sur de la laguna y pertenece al parque de Calblanque, Monte de las Cenizas y Peña del Águila; la otra parte de las laderas pertenecen a la cuenca del mar Mediterráneo. Este espacio presenta una gran diversidad ecológica y ambiental: dispone de sistemas de dunas, arenales, saladares, charcas salineras, calas y acantilados. En el parque y sus proximidades se han estado realizando explotaciones mineras desde la época romana.

#### Costa mediterránea

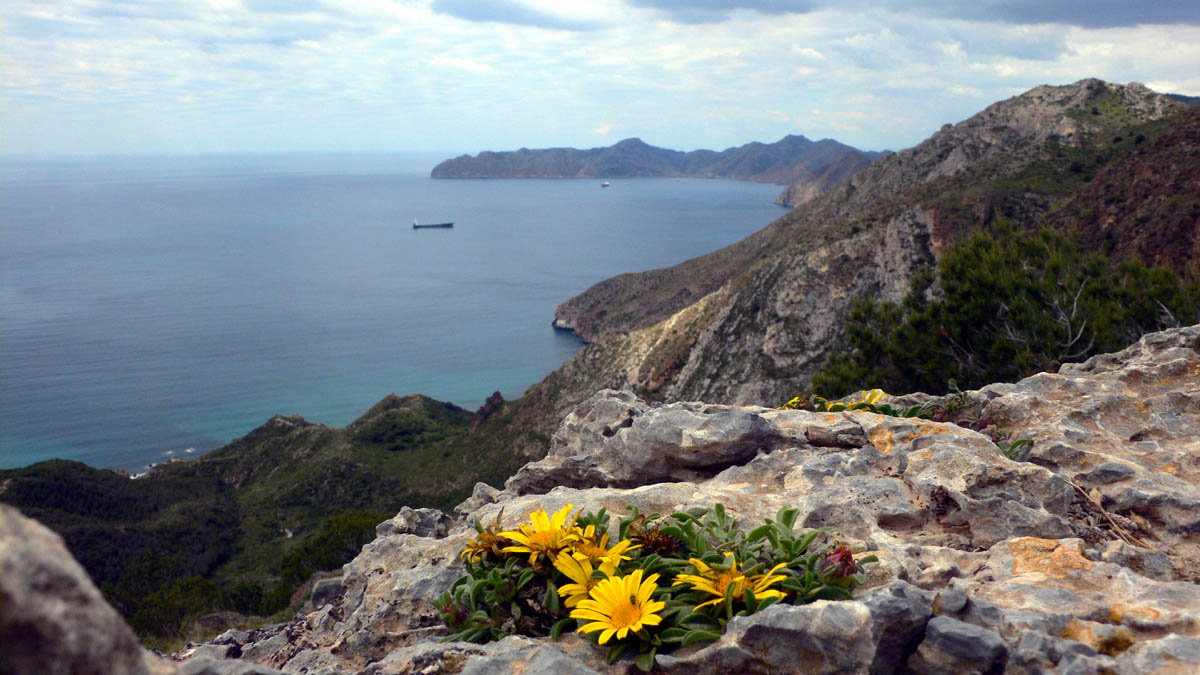
Vista de Cabo Tiñoso desde el collado Roldán.

La protección se refiere especialmente a las sierras litorales que forman acantilados y calas. La aproximación de terrenos con cierta altura a la costa origina bastante diversidad biológica. Los espacios son:
La Sierra de la Muela, Cabo Tiñoso y Roldán presenta un relieve de montes con fuertes pendientes y una diversidad costera con bahías, calas, acantilados y playas, disponiendo de gran diversidad biológica. Además está declarada como zona ZEPA y tiene gran riqueza de flora y fauna marina en La Azohía y Cabo Tiñoso, por lo que se convertirá en reserva marina.
La Sierra de las Moreras no presenta mucha altitud, su mayor altura es el Morrón Blanco con 492 metros de altura. Está situada en las inmediaciones de Mazarrón y destaca por disponer de bastantes hábitats protegidos. En las proximidades del mar se pueden encontrar acantilados con sus calas. 
El parque regional de Cabo Cope y Puntas de Calnegre proporciona un paisaje singular a lo largo de 17 km. Se encuentra en los municipios de Lorca y Águilas. La diversidad biológica es muy grande, estando considerado como lugar de importancia comunitaria y de protección de aves, ZEPA. Existen importantes amenazas urbanísticas.
Las Cuatro Calas está situado en el municipio de Águilas e incluye las calas de Calarreona, la Higuerica, la Carolina y los Cocedores, ya en las inmediaciones de Almería. La erosión del viento y del mar ha producido unos paisajes singulares. Su protección frente a intereses urbanísticos permite encontrar en el saladar de Cañada Brusca una vegetación propia en la que destaca el Halocnemum strobilaceum.
Las Islas e Islotes del Litoral Mediterráneo consta de 18 islas de reducidas dimensiones, las mayores son Isla Grossa, isla de Adentro y el islote de Escombreras. Algunas islas son zonas de protección ZEPA. Se trata de ecosistemas terrestres autóctonos muy singulares que se han conservado bastante bien gracias a sus pequeñas dimensiones.
La reserva marina de Cabo de Palos e Islas Hormigas se creó en 1995 con el fin preservar estos espacios marinos, que sufrieron los efectos de la sobrepesca. Mediante esta protección se puede realizar buceo y actividades educativas, pero no pesca submarina ni otras actuaciones similares.

### Espacios naturales en el interior

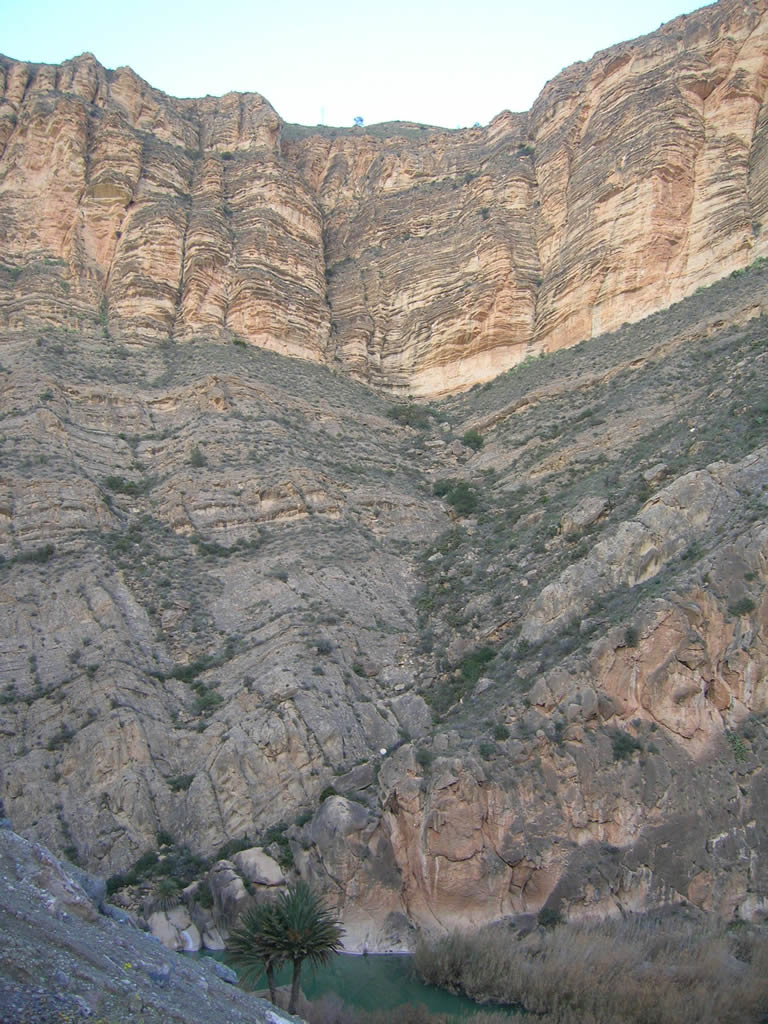
Despeñadero en las inmediaciones de Ojós.

Existe gran diversidad al interior murciano, sin embargo, una característica esencial es la aridez, la falta de agua. Sólo existe un río con caudales escasos para la población y el territorio: el Segura. Aunque las sierras del interior hacen la aportación de sus aguas mediante distintos afluentes, el régimen de lluvias existente hace que se produzcan precipitaciones abundantes en poco tiempo, provocando crecidas y ramblas por las que el agua se desplaza con rapidez; además los suelos son bastante impermeables.

#### Los ríos y las ramblas
Los espacios naturales a proteger son zonas de humedales y paisajes de interés en barrancos, cañones o bosques, que aportan riqueza a la biodiversidad.
El río Segura
La imagen de la Región de Murcia siempre ha ido muy unida al río Segura; se trata de en un río sobreexplotado, con poco caudal y amenazado por diferentes causas. 
La única reserva natural existente es Sotos y bosque de la ribera de Cañaverosa que sufrió un grave incendio en 1994 aunque se ha recuperado en gran medida. Dispone de 225 hectáreas y pertenece a los municipios de Moratalla y Calasparra, se encuentra en los comienzos del río Segura en la Región de Murcia.
El cañón de Almadenes es un espacio natural en el curso alto del río Segura. Con dos kilómetros en el río Quípar y nueve en Segura se extiende por 116 hectáreas pertenecientes a los municipios de Calasparra y Cieza. En algunos puntos presenta paredes verticales de más de cien metros de altura. En la zona protegida se encuentran dos yacimientos arqueológicos que demuestran la existencia de pobladores en la prehistoria.
El espacio de los saladares del Guadalentín es un paisaje protegido situado en las proximidades del río Guadalentín, perteneciendo a los municipios de Alhama de Murcia y Totana. Se trata de unos saladares que disponen de un subsuelo húmedo mientras que su superficie se podría considerar como una estepa, por lo que se ha denominado como criptohumedales, ya que existe una interdependencia mediante procesos de evapotranspiración. 
Los barrancos de Gebas son un paisaje protegido de tipo desértico, como un paisaje lunar o bad-lands al estar formado por cárcavas, cañones y barrancos, lo que le proporciona una imagen espectacular. Con 2271 hectáreas de superficie, se encuentra repartido entre los municipios de Alhama de Murcia y Librilla. Su mayor interés reside en su estructura geomorfológica, con un origen en que influyeron especialmente las corrientes de agua, pero también en la existencia de ecosistemas integrales.
El humedal del Ajauque y Rambla Salada es un paisaje protegido de 1632 hectáreas, perteneciente a los municipios de Fortuna, Molina de Segura, Santomera y Abanilla. Este humedal recoge agua de montes cercanos como el Charco con 246 metros de altura o la Serretilla con 241 metros, a través de una compleja red de drenaje hacia las ramblas de Ajauque y Salada, sin embargo el agua sólo circula en casos de lluvia, normalmente escasa, pero que puede ser torrencial por lo que se construyó el Embalse de Santomera en 1966 para su regulación hídrica. En algunas zonas surge agua subterránea formándose charcas salinas permanentes, lo que proporciona la existencia de ecosistemas característicos.

#### Las serranías

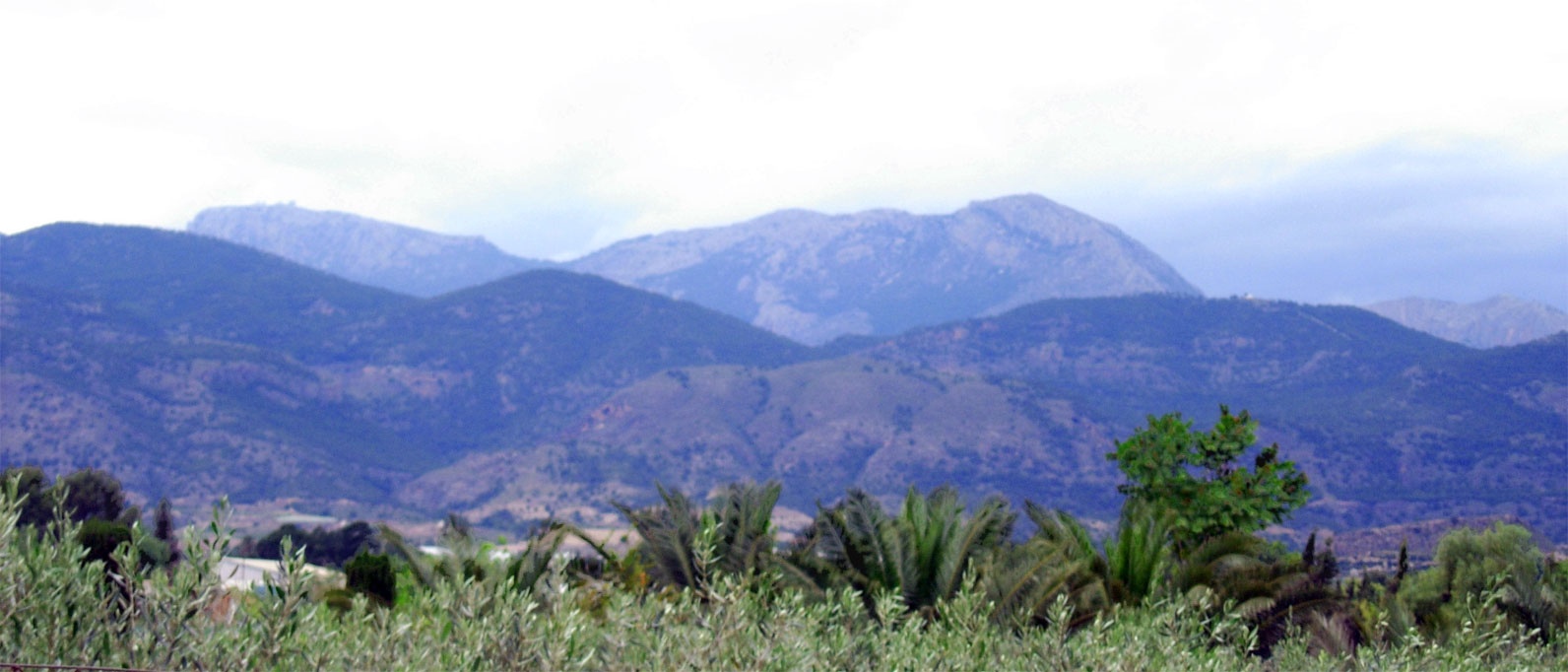
Vista de sierra Espuña.

Las características naturales del interior murciano se deben en gran medida a su carácter montañoso con sierras que cierran la depresión murciana. Las situadas al noroeste y la zona centro pertenecen a las formaciones subbéticas, entre ellas se encuentran las sierras de Espuña y de la Pila. En la zona noreste se encuentran las sierras de Salinas y el Carche derivadas de las formaciones prebéticas. 
Sierra Espuña tiene una superficie de 17.804 hectáreas, siendo el más antiguo de los espacios protegidos, en 1931 se le declaró sitio natural de interés nacional; en 1979, parque natural, y 1992, parque regional. Pertenece a los municipios de Alhama de Murcia, Totana y Mula y su pico más alto es el Morrón de Espuña con 1585 m de altitud; atravesado por el río Espuña, hay otras elevaciones importantes como el collado Blanco, la Morra del Majal, el collado Bermejo y la peña Apartada.
El parque regional de Carrascoy y El Valle se encuentra muy próximo a la capital murciana. Dispone de una superficie de 16.724 hectáreas.

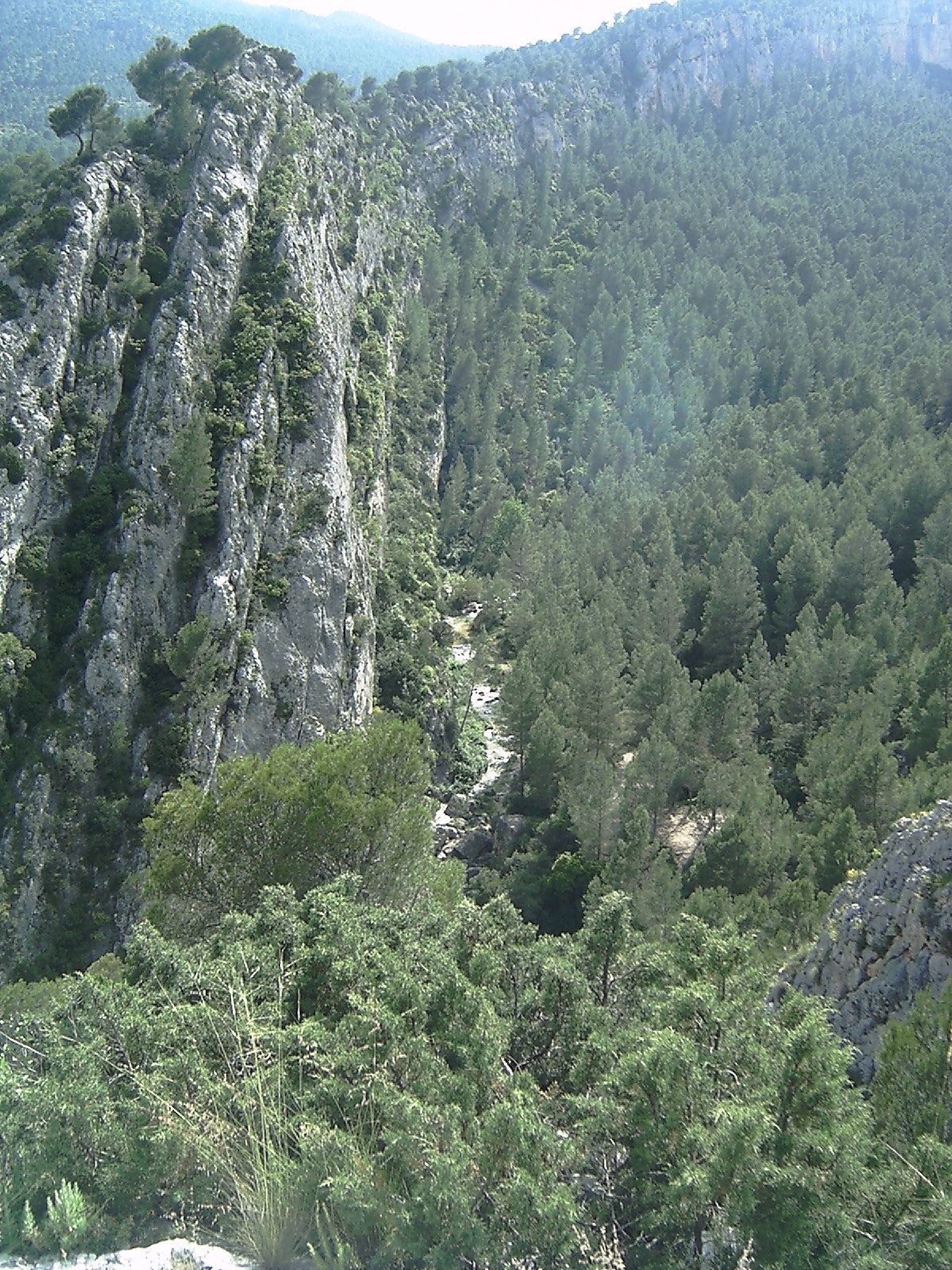
El río Alhárabe, a su paso por el paraje de la Puerta.

Situada entre el centro y noreste de la Región de Murcia la Sierra de la Pila pertenece a los municipios de Molina de Segura, Abarán, Blanca, Fortuna y Jumilla. El pico más alto es el pico de La Pila con 1.264 metros de altitud, pero tanto el Pico de los Cenajos como la Cumbre del Caramucel poseen más de mil metros; añadido a su valor geológico y paisajístico con sus barrancos y pequeños valles, existe una gran importancia biológica en cuanto a su vegetación y a las aves que se pueden encontrar.
En los límites territoriales de la Región de Murcia y la Comunidad Valenciana se encuentra la sierra de Salinas. Se encuentra formando una especie de frontera natural entre estas comunidades y Castilla-La Mancha. Con una superficie de 7737 hectáreas su pico más alto es el de la Capilla con 1238 metros.
El parque regional de la sierra del Carche se extiende por 5942 hectáreas y está incluido en los municipios de Jumilla y Yecla. Se puede considerar una continuación de la sierra de Salinas en el marco de las formaciones prebéticas. Su mayor altura es el Pico del Carche o la Madama con 1.372 metros y puede verse un afloramiento de sales en el Cabezo de la Rosa.

### Zonas para la protección de avesZEPA

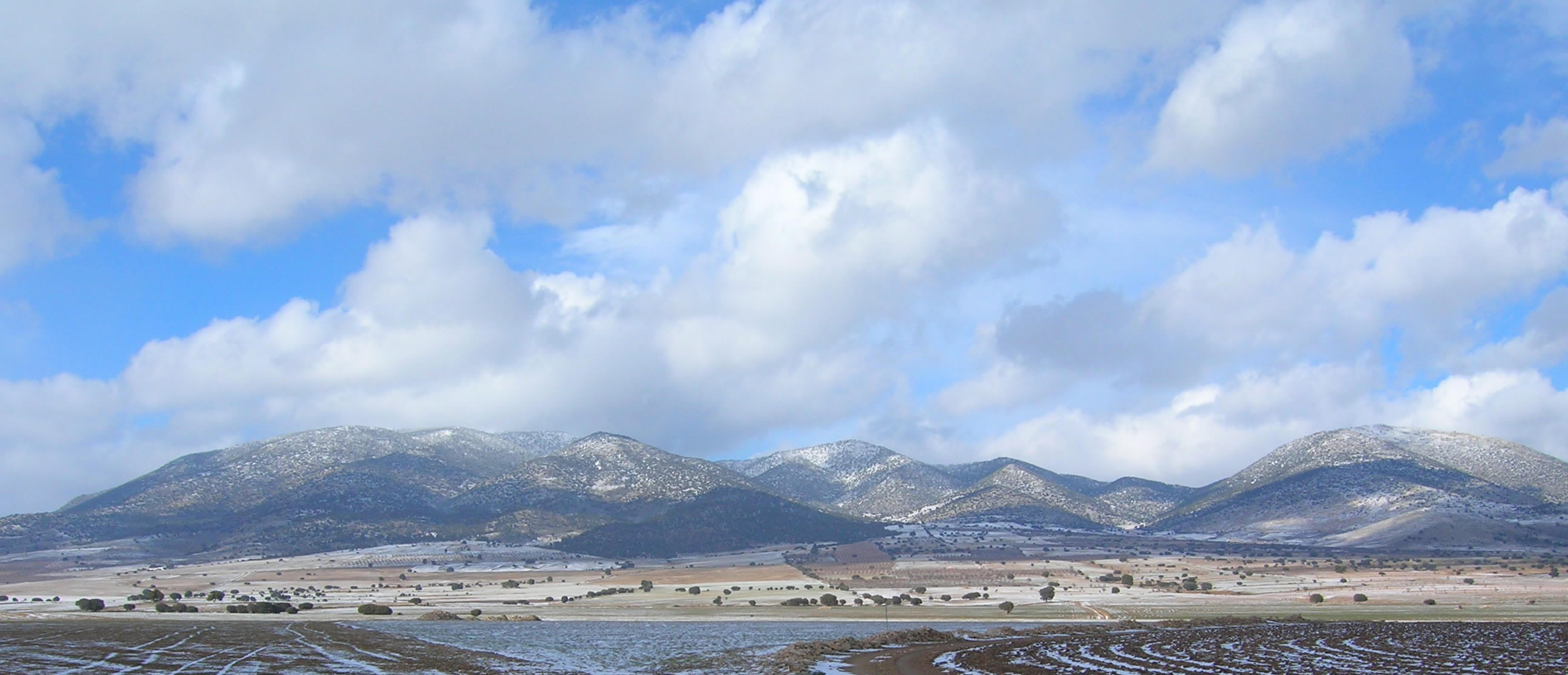
Vista del macizo de Revolcadores.

Las aves avistadas en la Región de Murcia tienen gran diversidad, lo que permite la existencia de un número significativo de espacios para su protección.
Un inventario de estas zonas incluye: Estepas de Yecla; Sierra de La Fausilla; Sierra de Ricote y La Navela; Sierra de Mojantes; Sierra de la Almenara, Moreras y Cabo Cope; Sierras de Burete, Lavia y Cambrón; Sierra del Molino, Embalse del Quípar y Llanos del Cagitán; Sierra de Moratalla; Sierras de Altaona y Escalona; Llano de las Cabras; Sierra del Gigante - Pericay, Lomas del Buitre - Río Luchena y Sierra de La Torrecilla.

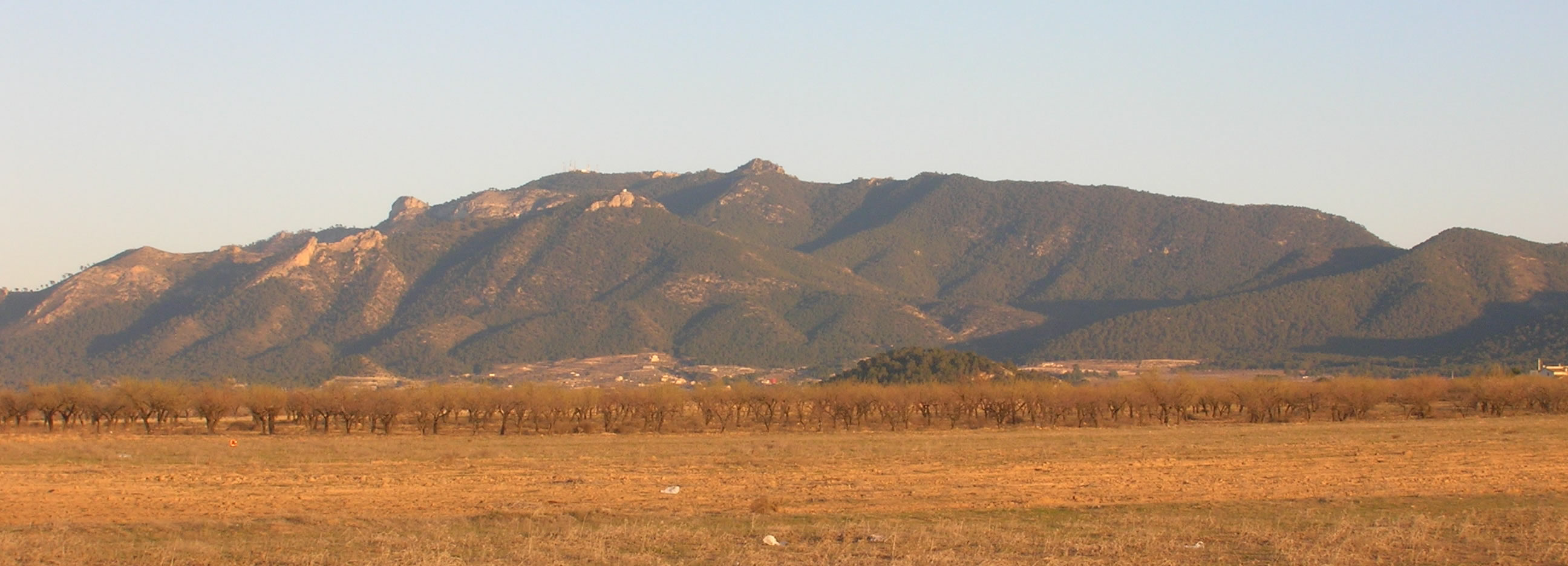
Sierra de Ricote.

### Lugares de importancia comunitariaLIC
Al existir una amplia diversidad biológica y de hábitats se han propuesto una serie de espacios para incluirlos en la red Natura 2000, entre los que se incluyen: Sierras y Vega Alta del Segura; Ríos Alhárabe y Moratalla, Revolcadores; Sierra de Villafuerte; Sierra del Gavilán; Casa Alta-Las Salinas; Sierra de la Lavia; Sierra del Gigante; Sierra de La Tercia; Cabezo de Roldán; Sierra de La Fausilla; Sierra de Ricote-La Navela; Sierra de Abanilla; Río Chícamo; Minas de La Celia; Cueva de Las Yeseras; Lomas del Buitre y Río Luchena; Sierra de Almenara; Sierra del Buey; Sierra del Serral; Cuerda de la Serrata; Cabezo de la Jara y Rambla de Nogalte; Cabezos del Pericón; Rambla de la Rogativa; Yesos de Ulea; Río Quípar; Sierra de las Victorias; Río Mula y Río Pliego; Sierra de En medio; y Sierra de La Torrecilla. Además se han propuesto los siguientes espacios marinos: Medio Marino y Franja litoral sumergida de la Región de Murcia.

## Energías renovables y transporte sostenible
La Agencia de gestión de la energía de la Región de Murcia es la encargada de fomentar las energías renovables, la eficiencia energética y el transporte sostenible.

### Energía solar
El número medio anual de horas de sol en la Región de Murcia es superior a las 2800 horas con una irradiación media entre 4 y 5 kWh por m² y día según las zonas, lo que hace que de energía solar un recurso valioso, por ello se dispone de varias explotaciones productivas y se encuentra algo difundida entre viviendas particulares para diversos usos. Mientras la energía solar fotovoltaica está bastante desarrollada, la energía solar térmica se emplea menos. Se pueden señalar algunos ejemplos: se instaló una planta de energía solar fotovoltaica en 2008 en Fuente Álamo de Murcia con una potencia de 26 megavatios; la administración regional ha dado cierta importancia a esta energía renovable realizando, entre otras, una instalación en el edificio de la imprenta regional, sede del BORM que permite generar 135.000 kW al año; también en la dedicación de 200 m² de superficie sobre la cubierta del Hospital Universitario Morales Meseguer.

### Energía eólica
Se dispone de varios parques eólicos para la producción de energía eléctrica. El primer parque eólico se instaló en la sierra de Ascoy en diciembre de 1998 con nueve aerogeneradores y una potencia de 660 kW. Existen diez parques eólicos en 2009: cuatro en Jumilla, tres en Yecla, dos en Cieza y uno en La Unión, con una producción de 152.310 kW.

### Otros tipos de energía renovable
Se produce biodiésel en una planta situada en la dársena de Escombreras.
La producción de energía hidroeléctrica es muy limitada al existir gran escasez de agua.
En el campo de la automoción existe una producción limitada de vehículos eléctricos de la marca Comarth.